# کندلوس
روستای کندلوس با آب و هوای ییلاقی، در دامنه‌های سبز وخرم رشته‌های کوه‌های البرز مرکزی در منطقه کجور نوشهر در استان مازندران، ایران واقع شده‌است. مردم کندلوس از قومیت طبری هستند و به زبان طبری به گویش کجوری صحبت می‌کنند. کندلوس به علت موقعیت تاریخی خود و آب و هوای مطبوعش از روستاهای گردشگری و ییلاقی مازندران محسوب می‌شود. این روستا جزو روستاهای برتر ایران است و از اهداف گردشگری کشور محسوب می‌شود. محله‌های کندلوس شامل درزی‌کلا، ملاکلا، جورسری، جیرسری، بنیم‌سری و سری دله است.

## وجه تسمیه
پسوند اوس (us) یکی از جاینام‌های غرب مازندران می‌باشد. این جاینام در واژگانی در معنای محافظ و نگهبان استفاده می‌شده‌است.

## موقعیت جغرافیایی
کندلوس در فاصله ۷۵ کیلومتری نوشهر، ۱۵ کیلومتری پول (مرکز کجور) و ۵ کیلومتری روستای ییلاقی لرگان قرار دارد. این روستا در محدوده‌ای کوهستانی و در یکی از دره‌های زیبای رشته کوه‌های البراز استقرار یافته و ارتفاع آن از سطح دریا ۱۶۵۰ متر است
کندلوس روستایی است ازتوابع بخش کجورشهرستان نوشهر در استان مازندران ایران با چهارهزار سال تاریخ در دل کوهستانهای البرز، چشم به راه  همدمی است تا سفره دل باز کند و از زنان و مردانی پاک سرشت و سخت کوش سخن گوید… روستای کندلوس، به حق و به انصاف یکی از زیباترین و پاکیزه ترین روستاهای ایران محسوب می‌شود که همچون نگینی در دل طبیعت زیبای البرز شمالی، می‌درخشد.

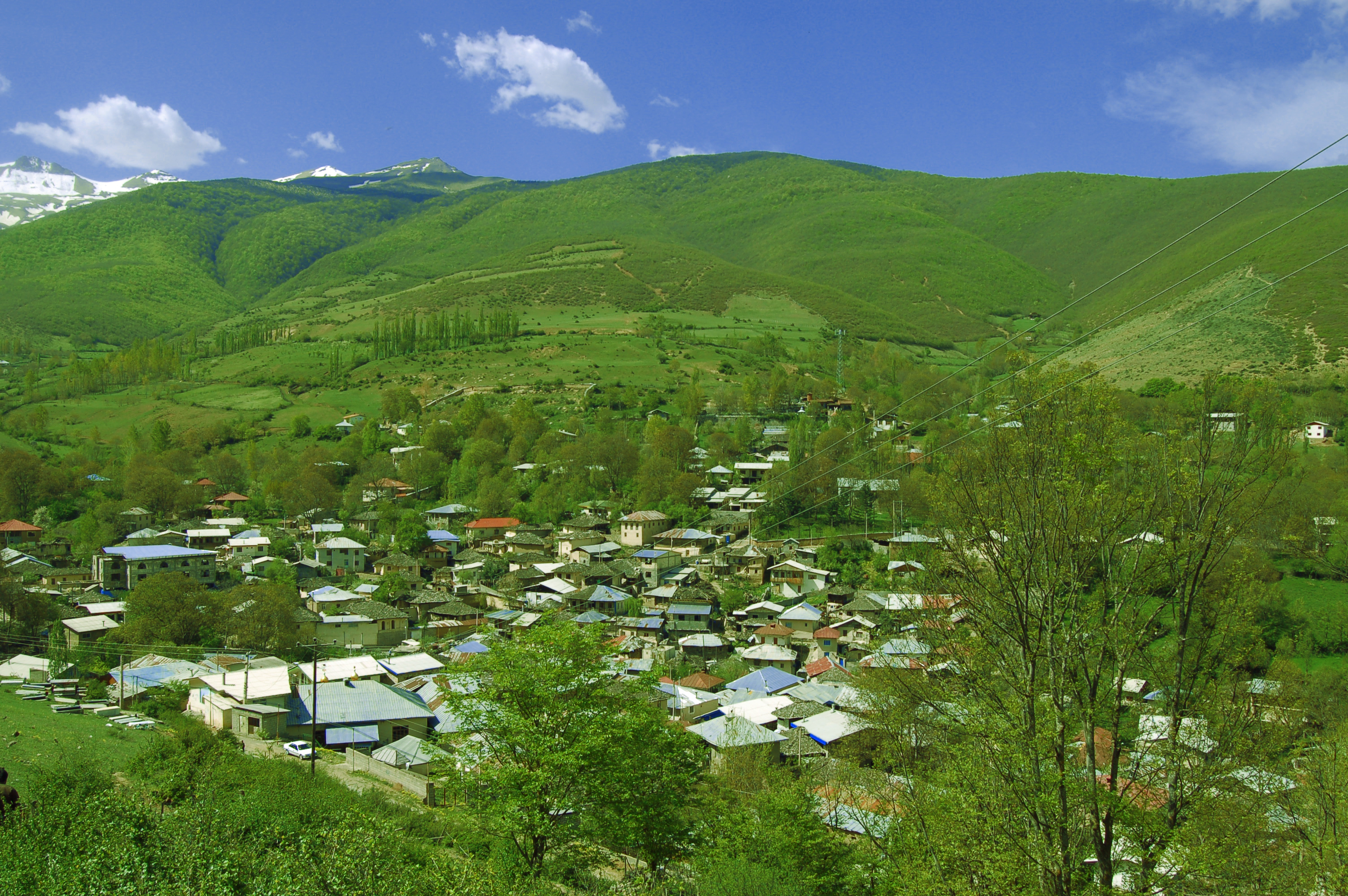

این روستا در امتداد دره زانوس، و منطقه سرسبز و زیبای کجور، یکی از اولین و کهن ترین سکونت گاه‌های انسان در استان مازندران قرار دارد. برای رفتن به روستای کندلوس باید در جاده چالوس، بعد از گذشتن از شهر مرزن آباد، ۶ شش کیلومتر رانندگی کنید تا به جاده‌ای فرعی و آسفالت در سمت راست، به نام دوآب کجور، برسید. بعد از پیمودن ۴۲ کیلومتر در جاده‌ای پر پیچ و خم و بسیار زیبا، و با توجه به تابلوهای مسیر وارد کندلوس می‌شوید. باتوجه به اینکه میهن عزیزمان ایران، در طول هزاران سال تاریخ تاریک و روشن خود، بارها عرصه تاخت و تاز بیگانگان و دشمنان داخلی و خارجی بوده و بیشتر آثار تمدن و اشیاء و کتابخانه‌ها و اسناد تاریخی شهرهای آن، با این جنگها از بین رفته، باید تاریخ را در دل روستاهای این سرزمین جستجو کنیم. تعداد زیادی از روستاهای ایران، بدلیل قرار گرفتن در مناطق صعب العبور و کوهستانی، از گزند این ویرانی‌ها و حملات وحشیانه در امان بوده و می‌توانند کمک بزرگی به روشن شدن تاریخ کشورمان کنند. 

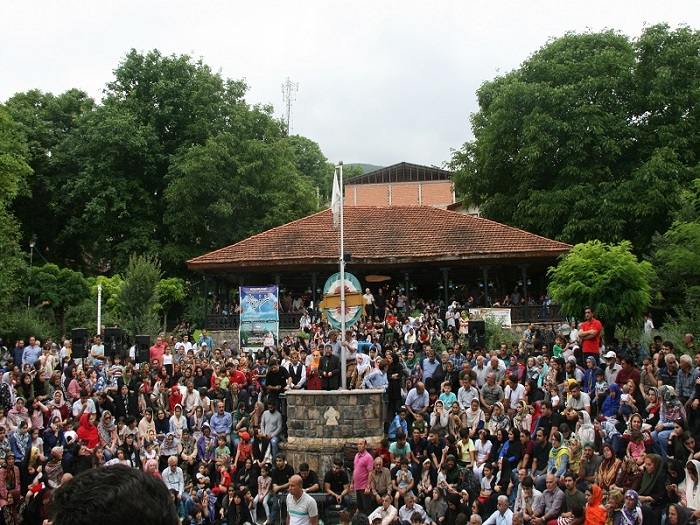

دراین بین، کندلوس گواه روشنی است که کشف اشیاء باارزش تاریخی مانند جام‌های سفالی و ابزارهای زندگی و کشاورزی سلاح‌ها و قفل‌ها و اشیاء زینتی، نمایانگر تمدن کهنی است که قدمت آن حداقل به چهارهزار سال می‌رسد. این اسناد و اشیاء به همت دکتر علی اصغر جهانگیری در موزه مردم شناسی کندلوس (واقع در همین روستا) جمع آوری شده و در معرض دید همگان قرار دارد. یکی از جاذبه‌های این منطقه، موزه مردم شناسی و موزه گیاه شناسی کندلوس می‌باشد که اطلاعات بسیار جالب و مفیدی درباره تاریخ کهن و تمدن پر رمز و راز این دیار، در اختیار ما می‌گذارد.

## جمعیت
این روستا در دهستان زانوس رستاق قرار دارد و براساس سرشماری مرکز آمار ایران در سال۱۳۹۵، جمعیت آن ۱۰۹۲ نفر (۳۷۶خانوار) بوده‌است. مردم کندلوس از قومیت طبری هستند و به زبان طبری به گویش کجوری که به گویش مردم شهرستان نور، نوشهر و چالوس شباهت دارد صحبت می‌کنند.

## تاریخچه

### دوران باستان

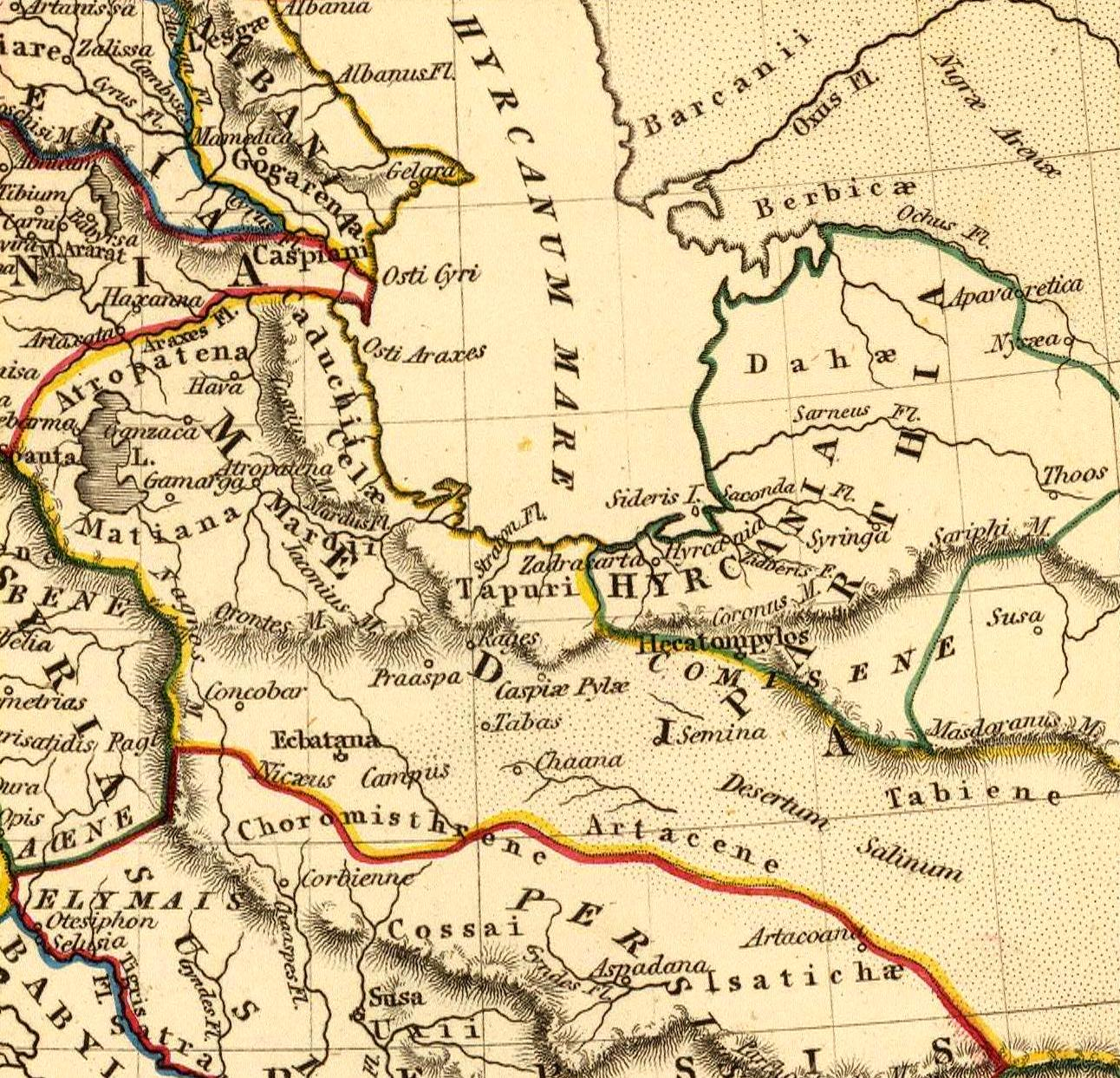
موقعیت تپورها در قرن دوم قبل از میلاد، از شرق سپیدرود تا هیرکانیا

استان مازندران پیش از اسلام تپورستان (به پهلوی: ) نامیده می‌شد که برگرفته از نام قوم تپوری (به یونانی: Τάπυροι) می‌باشد که پس از اسلام قوم طبری نام گرفتند و سرزمینشان طبرستان نامیده شد. تپورستان در اصل ناحیه‌ای در غرب مازندران و شرق گیلان بود و این ناحیه به کل مازندران گفته می‌شد.
به گفته واسیلی بارتلد تپوری‌ها در قسمت جنوب شرقی ولایت سکونت داشتند و در قید اطاعت هخامنشیان درآمده بودند و آماردها مغلوب اسکندر مقدونی و بعد مغلوب اشکانیان شدند و اشکانیان در قرن دوم ق.م آنها را در حوالی ری سکونت دادند و اراضی سابق آماردها به تصرف تپوری‌ها درآمد و بطلمیوس در شرح دیلم یعنی قسمت شرقی گیلان در ساحل  بحر خزر فقط از تپوری‌ها نام می‌برد. به گفته مجتبی مینوی قوم آمارد و قوم تپوری در سرزمین مازندران می‌زیستند و تپوری‌ها در ناحیه کوهستانی مازندران و آماردها در ناحیه جلگه‌ای مازندران سکونت داشتند. در سال ۱۷۶ ق.م فرهاد اول اشکانی قوم آمارد را به ناحیه خوار کوچاند و تپوری‌ها تمام ناحیه مازندران را فرو گرفتند و تمام ولایت به اسم ایشان تپورستان نامیده شد. شهرهای آمل، چالوس، کلار، سعیدآباد و رویان جزئی از سرزمین قوم تپوری بودند. سرزمین لنگا و تنکابن بخشی از سرزمین دو قوم تپوری و آمارد بود.

### رویان طبرستان

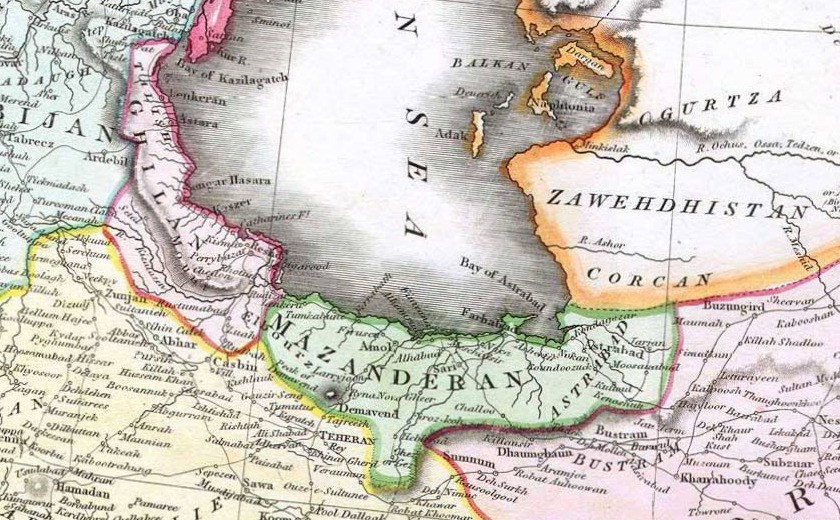
نقشه قدیم مازندران ۱۸۱۴ میلادی

شهرستان نوشهر و منطقه کجور که کندلوس نیز بخشی از آن است در گذشته بخشی از رویان محسوب میشد. از رویان به عنوان یکی از شهرها و نواحی طبرستان یاد شده‌است. شهرهای آمل، چالوس، کلار، سعیدآباد و رویان جزئی از سرزمین قوم تپوری بودند. مازندران بخشی از تپورستان است و شهرهای آمل، ساری، کجور و کلاردشت از مراکز تاریخی طبرستان محسوب میشدند. رویان به سرزمینی آباد در غرب مازندران گفته می‌شد که شامل بخش‌های کجور، کلارستاق، لنگا، تنکا، سختسر، هوسم، الموت، طالقان، لورا، ارنگه، رودبار قصران و لارقصران می‌شد. رویان از شهرهای قدیم و تاریخی و بومی خطه طبرستان بوده‌است. بطوریکه بزرگترین شهر طبرستان در دشت آمل و بزرگترین شهر طبرستان در کوهستان رویان بوده‌ است. رویان در اوایل قرن هفتم با عنوان استندار یا استنداران و سپس رستمدار خوانده شده ‌است؛ که حدود رستمدار کاملاً قابل انطباق با حدود خاک رویان بوده و شهر قدیم کجور (به فاصله سه کیلومتری از شهر جدید کجور و در دامن کوه) از شهرهای معظم آن بوده‌است. یاقوت حموی، رویان را کرسی منطقه کوهستانی طبرستان و آمل را کرسی منطقه جلگه ای و اراضی پست ساحلی یاد کرده و قید نموده که در رویان ساختمان‌های خوب و باغستان‌های پر میوه وجود داشته و نزدیک رویان (یا کلار) شهر سعید آباد واقع است. ابن فقیه همدانی، رویان از کوره‌های طبرستان است و از شهرهای رویان: چالوس، لارز، شرز و بذشوارجر است.در کتاب حدود العالم من المشرق الی المغرب که به سال ۳۷۲   قمری تالیف شده است چنین آمده که قسمتی از طبرستان سلطانی جداگانه به نام «استندار» داشت و شهر های ناتل و چالوس و روذان(= رویان) و کلار جزء این  قسمت بود. عبدالمومن که کتاب مراسد الاطلاع خود را در سال ۷۰۰ قمری می نوشت پس از ضبط اعراب کلمه می نویسد این نام بر شهر و کوره وسیعی از خاک طبرستان گفته می‌شود. این شهر بزرگترین شهر کوهستانی طبرستان است و حدود خاک آن به کوه های ری می رسد.

### موقعیت رویان در طبرستان
از رویان به عنوان یکی از شهرها و نواحی طبرستان یاد شده‌است.
ابن رسته مورخ قرن سوم، طبرستان از جانب مشرق به گرگان و قومس و از طرف مغرب به دیلم و از طرف شمال به دریا و از طرف جنوب به به بعضی از نواحی قومس و ری محدود می‌شود. به گفته ابن رسته مراکز و بخش‌های طبرستان چهارده تا است و خورهٔ آمل که کرسی و مرکز آن ناحیت است و شهرهایش عبارتند از: ساری و مامطیر و تُرنجه و روُبست و میله و مرارکدیه (کدح) و مِهروان و طَمیس و تَمار و ناتل و شالوس (چالوس) و رویان و کلار.
اصطخری می‌نویسد: آمل، ناتل، سالوس (چالوس)، کلار، رویان، میله، برجی، چشمهٔ‌الهم، ممطیر، ساری، مهروان، لمراسک و تمیشه در شمار طبرستان است.
ابن حوقل در وصف طبرستان می‌نویسد: بزرگترین شهر طبرستان شهر آمل و در زمان ما حاکم نشین آنجاست. از پلور تا آمل یک منزل است و از آمل به شهر میله دو فرسخ و از میله تا تریجی دو فرسخ و از تریجی به ساری یک منزل و از ساری تا استرآباد چهار منزل و از استرآباد تا گرگان دو منزل راه است و از آمل تا ناتل یک منزل و از ناتل تا چالوس یک منزل و به سمت دریا تا عین الهم یک منزل است. ابن حوقل می‌نویسد: شهرهای آمل، شالوس (چالوس)، کلار، رویان، میله، تریجی، عین الهم، مامطیر، ساریه و طمیسه جز ولایت طبرستان است.
مقدسی نیز در احسن التقاسیم فی معرفة الاقالیم «جرجان، طبرستان، دیلمان و جیلان» را در اقلیم پنجم عالم معرفی کرده‌است. مقدسی همچنین طبرستان را دارای کوه‌های بسیار و باران فراوان، وصف کرده و آمل را مرکز طبرستان و چالوس، مامَطیر، تُرنجَه، ساریه، تمیشه و… را از شهرهای طبرستان دانسته‌است.
به نقل از حدود العالم تمیشه، لمراسک، ساری، مامطیر، تریجی، میله، آمل، الهم، ناتل، رودان، چالوس و کلار در شمار طبرستان هستند. به گزارش مؤلف حدود العالم ناتل، رودان، چالوس و کلار شهرک هایی‌اند اندر کوه و شکستگی‌ها و این ناحیتی است هم از طبرستان و لکن پادشاهی دیگر است و پادشاه آن استندار خوانند.
ابوالقاسم بن احمد جیهانی در کتاب اشکال‌العالم می‌نویسد: از شهرهای طبرستان: آمل، ناتل، سالوس (چالوس)، کلارودان، عین‌الهم، مامطیر، ساری، تمیشه، استرآباد، جرجان، آبسکون و دهستان است. راه آمل به دیلم، آمل تا ناتل از آنجا تا سالوس و از آنجا تا کلار و از آنجا تا دیلم است. رابینو می‌نویسد: وسعت دیلم تا بیش از یک منزلی مغرب ناحیه کلار طبرستان نبوده‌است. حمزه اصفهانی مورخ قرن سوم در کتاب سنی ملوک الارض و الانبیا می‌نویسد: طبرستان دارای کوره‌های بسیار بود که یکی از آنها سرزمین دیلم است و ایرانیان دیلمیان را اکراد طبرستان می‌نامیدند چنان‌که عربان مردم عراق را اکراد سورستان می‌خواندند.
ابن اسفندیار طبرستان را از شرق تا غرب، محدود به دینارجاری تا ملاط دانسته، که معادل تقریبی جرجان و رودسر کنونی هستند. ابن اسفندیار در کتاب تاریخ طبرستان از شهرهای طبرستان که دارای جامع و مصلی بودند چنین نام می‌برد: به هامون آمل، ساری، مامطیر، رودبست، تریجه، میله، مهروان، اهلم، پای‌دشت، ناتل، کنو، شالوس (چالوس)، بیخوری، لمراسک، طمیش و به کوهستان کلار، رویان، نمار، کجویه، ویمه، شلنبه، وفاد، الجمه، شارمام، لارجان، امیدوارکوه، پریم و هزارگری.
ظهیرالدین مرعشی در کتاب تاریخ طبرستان و رویان و مازندران می‌نویسد: حد طبرستان از طرف شرقی دیناره‌جاری و از طرف غربی ملاط که آن قریه شهر هوسم که اکنون به فرضه روده‌سر اشتهارد دارد. حد مازندران از طرف شرقی بیشه انجدان می‌باشد و از طرف غربی ملاط می‌باشد. حد گرگان حالیا که به استرآباد مشهور است و اصلاً دهستان می‌گفتند شرقی دیناره جاری است که حد شرقی تمام طبرستان است و غربی انجدان که حد شرقی مازندران است. به گفتهٔ ظهیرالدین مرعشی مازندران بخشی از طبرستان است و سرزمین طبرستان، گرگان و مازندران هر دو را در بر می‌گرفت.

## جاذبه‌های گردشگری

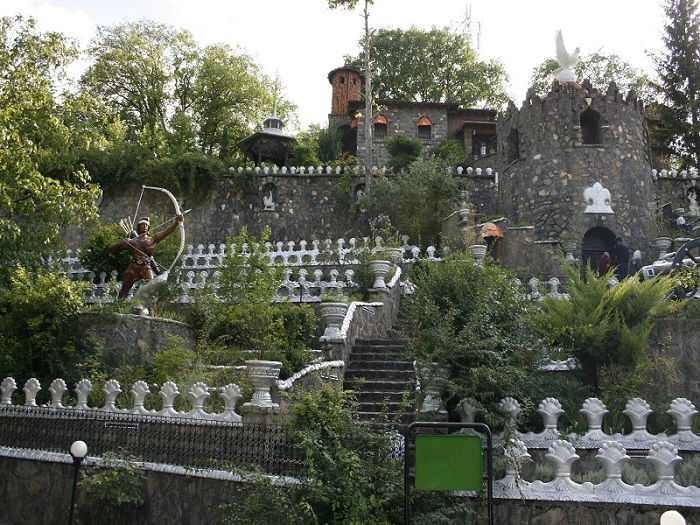

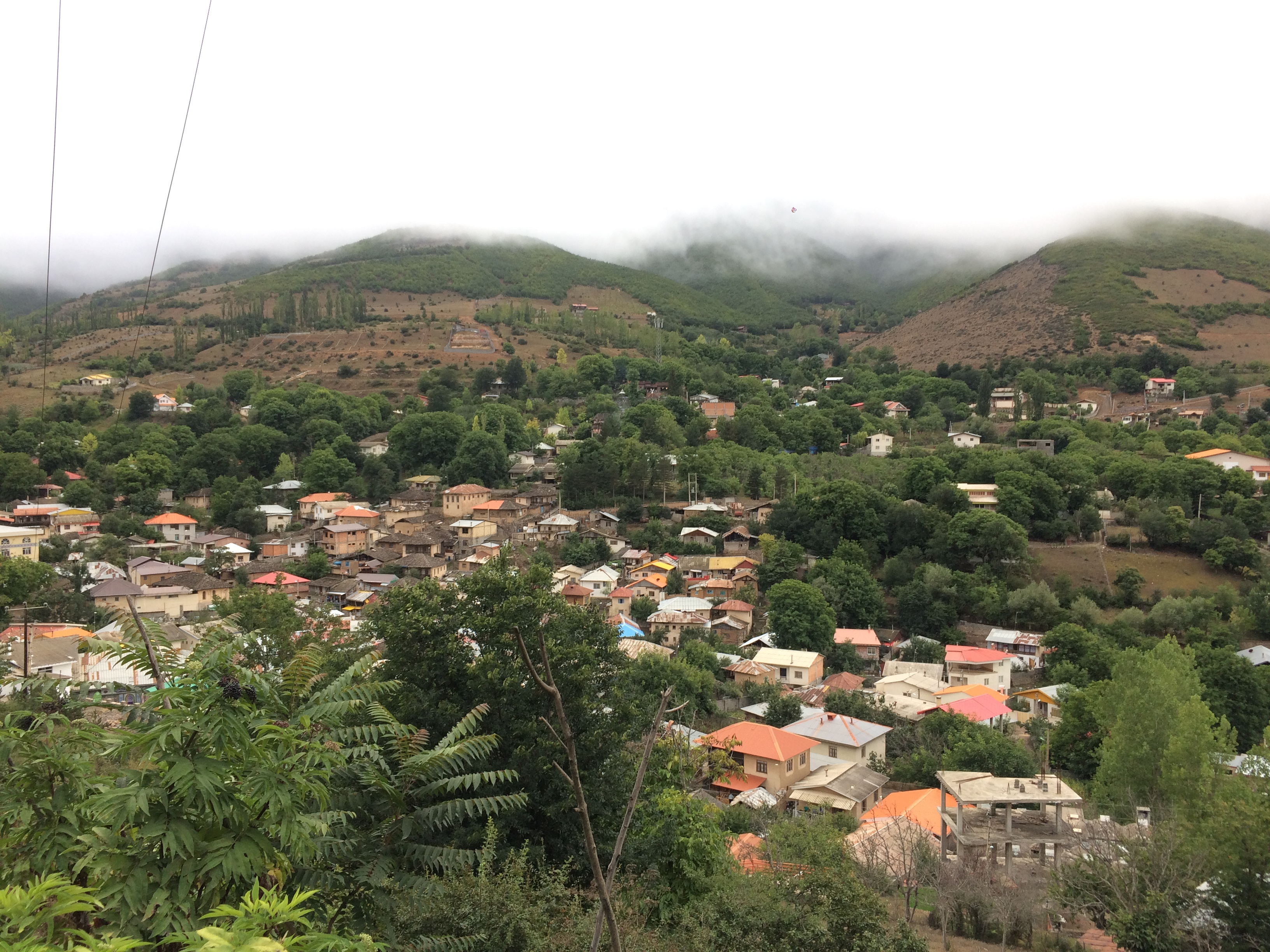
عکاس سید رامتین غفاری راد - 1398

در حال حاضر روستای کندلوس در سطح داخلی و بین‌الملل در حوزه گردشگری شناخته شده‌است و همه ساله گردشگران داخلی و خارجی زیادی از اقصی نقاط ایران و جهان برای بازدید از این روستا و سایر روستاهای کجور به این منطقه سفر می‌کنند. از جمله مهمترین جاذبه‌های گردشگری کندلوس می‌توان به موارد زیر اشاره کرد:

### بافت روستا
روستا کندلوس از دو بافت با ارزش و معمولی تشکیل شده که ساخت و سازهای جدید و امروزی در بافت باارزش ممنوع است بافت بخش توریستی کندلوس دارای معابری سنگفرش و خانه‌هایی با نمای کاهگل، پنجره‌های سنتی و سقف لتی است.

### موزه مردم‌شناسی کندلوس
موزه کندلوس نخستین موزه روستایی جهان است و یکی از غنی‌ترین موزه‌های مردم‌شناسی خاورمیانه می‌باشد. این موزه در دو طبقه و با محوریت آثار بومی و منطقه‌ای ساخته شده‌است و از کتاب‌های خطی بسیار قدیمی گرفته تا انواع ابزارآلات کهن، اشیای قدیمی و لباس‌های محلی را می‌توان در آن مشاهده کرد.

### مزارع گیاهان دارویی و موزه گیاهان دارویی
کندلوس یکی از مستعدترین مناطق برای پرورش بسیاری از گیاهان دارویی است. در گذشته این گیاهان معمولاً به صورت خودرو می‌روییده‌اند اما از چندسال قبل مردم منطقه به سمت پرورش گیاهان دارویی روی آورده‌اند. به همین دلیل مزارع گیاهان دارویی گسترده‌ای در کندلوس و سایر روستاهای اطراف بوجود آمده‌است و در نتیجه مزارع این منطقه با دورنمایی زیبا و با محصولات و فرآورده‌های متنوع از جاذبه‌های گردشگری این روستا محسوب می‌شود. همچنین کندلوس دارای یک موزه گیاهان دارویی نیز می‌باشد. این موزه علاوه بر اینکه محلی برای آشنایی گردشگران با گیاهان دارویی است به امر پرورش، تولید و بسته‌بندی گیاهان دارویی و معطر و نیز تولید اسانس‌ها و روغن‌های گیاهی نیز می‌پردازد و بستری را برای کاشت بالغ بر ۲۵۰ گونه گیاه ژنتیک ارزشمند در ایران را فراهم نموده‌است.

### حمام خزینه ای قدیمی
روستا کندلوس یک حمام خزینه ای قدیمی دارد که به دوره قاجار منسوب است.

### آبشار کندلوس
در ۵ کیلومتری روستای کندلوس، آبشاری ۱۰ متری قرار دارد که توسط جنگل احاطه شده‌است. در این آبشار، آب از فراز دماغه کوه بیرون آمده و به صورت قطرات ریز آب همانند باران به پایین می‌ریزد و منظرهٔ رؤیایی را ایجاد می‌کند.

## سوغات و صنایع دستی
در قدیم بافت قالی، چادر شب، شمد و ساخت صنایع چوبی و ابزارهای فلزی در این منطقه از رونق خاصی برخوردار بوده‌است اما امروزه جاجیم، ایزار (پارچه پشمی چارخانه دستباف)، جوراب، دستکش و بلوز پشمی گلدار و نمدمالی از معروفترین صنایع دستی کندلوس به‌شمار می‌روند.

## افراد سرشناسی که به کندلوس سفر کرده‌اند
برخی منابع این دهکده را گذرگاه رستم ذکر می‌کنند. کمال الملک در سفری که به همراه ناصر الدین شاه به این روستا داشته‌است، تابلویی از این دهکده نقاشی کرده‌است که در حال حاضر در کاخ موزه صاحبقرانیه قرار دارد.

## نشانی روستای کندلوس
جاده چالوس، بعد از مرزن آباد، جاده دشت نظیر، کیلومتر ۴۲ دهکده کندلوس  سایت رسمی کندلوس